# Polytechnische Universiteit Boekarest
De Polytechnische Universiteit Boekarest (UPB) (Universitatea Politehnica din București) is een Roemeense technische universiteit in Boekarest.
De UPB werd gesticht in 1818 op basis van een Walachijs prinselijk edict van Ioannis Georgios Karatzas als de Academische school voor filosofie, wiskundige wetenschappen en ingenieurs, in 1864 werd dit de School van Bruggen en Wegen, Mijnen en Architectuur op basis van een decreet van vorst Alexander Jan Cuza uit 1862, in 1920 de Polytechnische School van Boekarest. In november 1992 kreeg de instelling zijn huidige naam bij resolutie van de Roemeense senaat.
De campus, zo'n drie kilometer ten westen van het stadscentrum gelegen, wordt bediend door de metro van Boekarest via het metrostation Politehnica.
Aalborg ·
Aken ·
Barcelona ·
Belgrado · 
Berlijn · 
Boedapest · 
Boekarest · 
Braunschweig · 
Brno ·
Darmstadt ·
Delft ·
Dresden ·
Dublin ·
Enschede · 
Gdańsk · 
Gent ·
Glasgow · 
Göteborg ·
Graz ·
Grenoble ·
Guildford · 
Haifa ·
Hannover ·
Helsinki ·
Istanboel ·
Karlsruhe ·
Kaunas ·
Lausanne ·
Leuven ·
Lissabon ·
Lissabon NOVA ·
Louvain-la-Neuve ·
Lund · 
Lyon ·
Madrid ·
Milaan ·
Parijs-Saclay ·
Parijs ParisTech ·
Porto ·
Poznań ·
Praag ·
Riga ·
Sheffield · 
Stockholm ·
Stuttgart ·
Tallinn ·
Tomsk ·
Trondheim ·
Turijn ·
Valencia ·
Warschau ·
Wenen ·
Zürich